# 国内机场

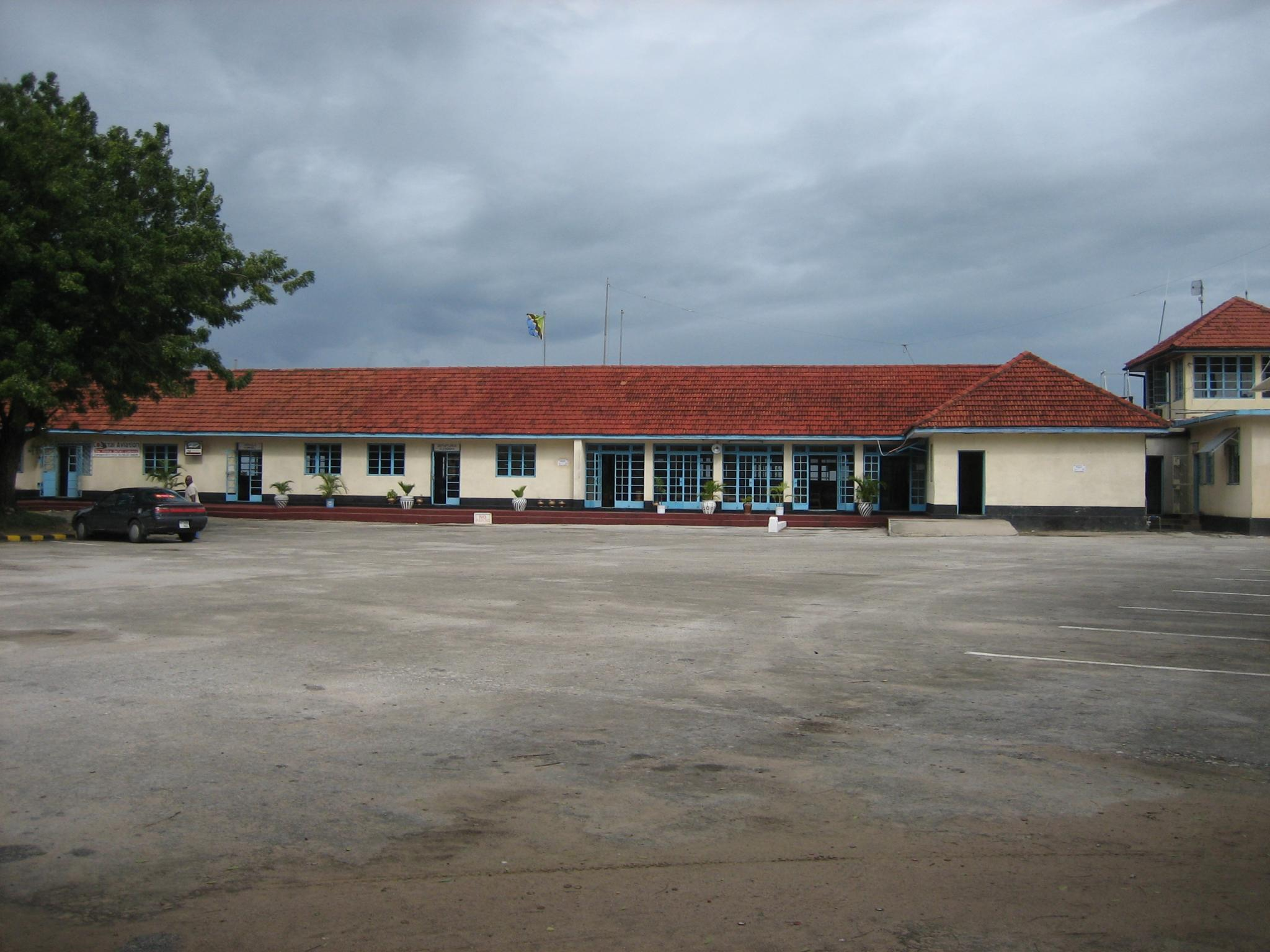
坦桑尼亚的Tanga机场

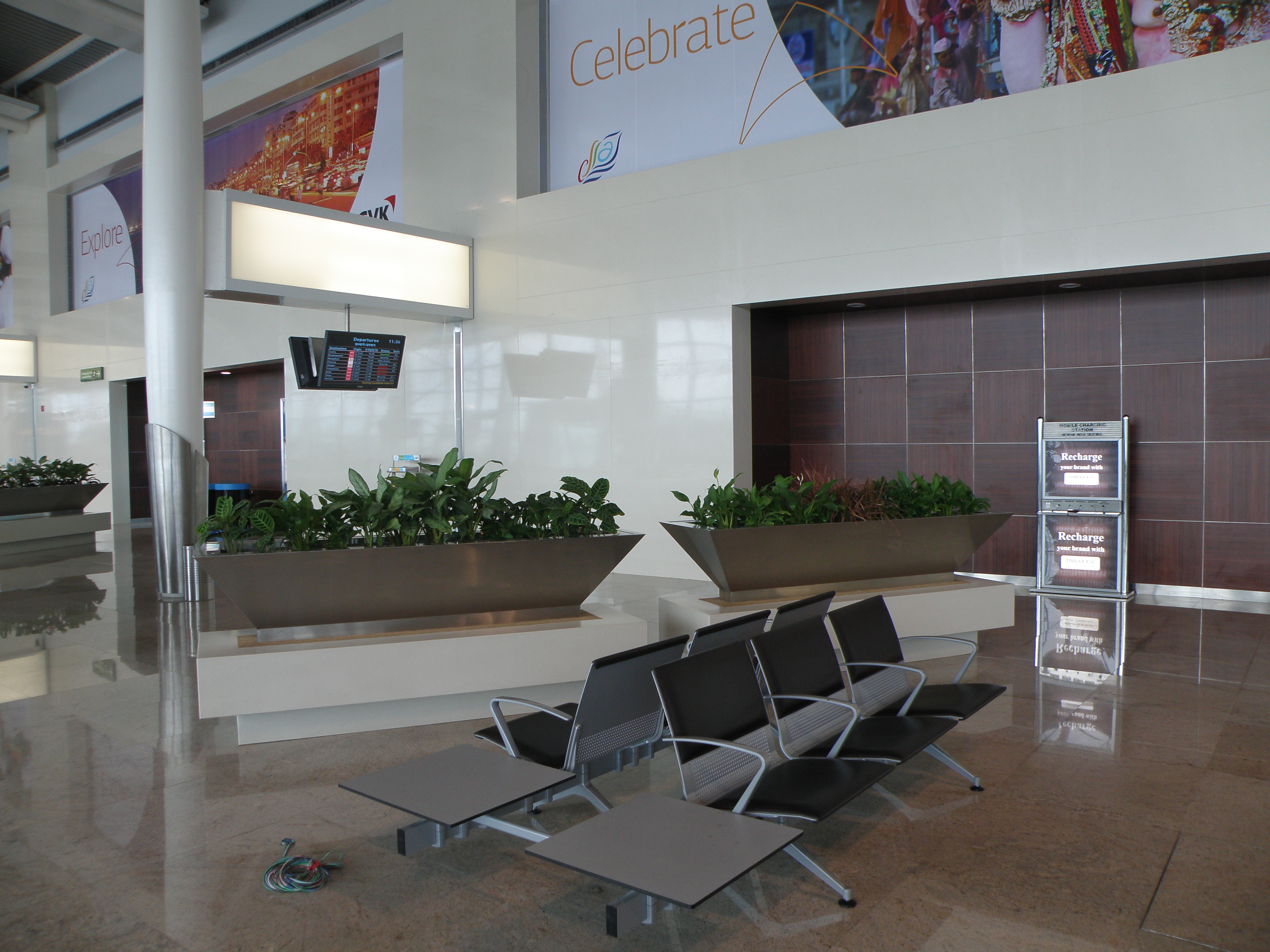
孟买国际机场国内航站楼

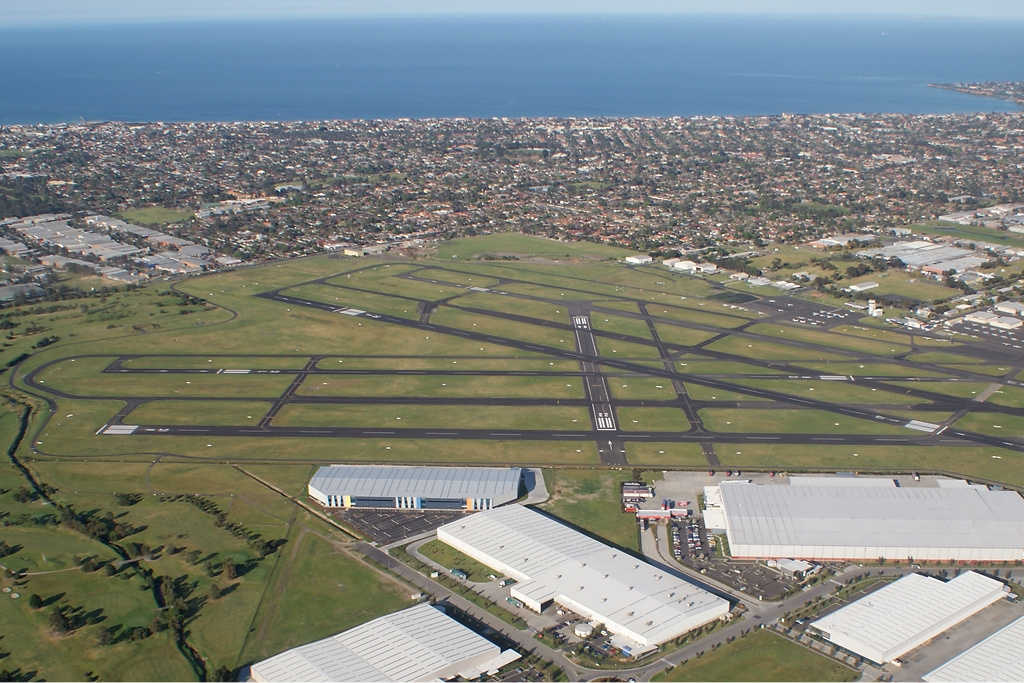
莫拉兵机场, 墨尔本, 澳大利亚

国内机场指的是一种只能处理国内航班的民用机场。国内机场通常没有海关和边检设施，因此无法处理与其他国家之间的航班。一些较小的国家或地区并没有国内机场，多数是由于其领土规模或政治原因所限。例如：比利时、盧森堡、香港、科威特、澳门、新加坡、阿拉伯联合酋长国。有的國內機場在旅遊旺季等特定期間會接受國際航班起降，由鄰近機場派員支援海關及出入境證照查驗等邊境管制。
这类机场通常有着更短的跑道以适应小型或中型支线航班的需求。多数在美国和加拿大的地方机场都是这个分类。而加拿大的国际机场，通常都由国内航站楼来处理国内航班。另外，一些虽然冠名有国际机场的机场，但并没有定期排班的国际航线，这种机场多数位于美国。在中国大陆，机场名字不含“国际”的通常都是国内机场，如柳州白莲机场。

## 区域机场
区域机场是指服务较小的人口密集区的机场。同国内机场，区域机场同样没有海关和边检设施。
这些机场多由小型公务机、私人飞机和区域航空公司来使用。这些航班通常是用于驳接一些大型航空枢纽。区域机场多是短跑道，使得其无法负担重型机的起降。在欧洲国家，区域机场通常是指首都和主要城市以外的机场。较大的区域机场有西班牙的巴塞罗那-埃尔普拉特机场和英国的曼彻斯特机场。